# Barcelona Energia
Barcelona Energia és l'empresa de titularitat pública que opera com a comercialitzadora d'energia a l'àrea metropolitana de Barcelona. Es posà en funcionament al públic general el gener del 2019, sota el mandat de l'alcadessa de Barcelona Ada Colau.
Fou la primera empresa pública en oferir electricitat a preu de mercat i de procedència renovable. A més, és una de les primeres comercialitzadores en operar com a representant entre petits productors d'electricitat en el mercat elèctric, possibilitant així que particulars de Barcelona puguin vendre l'energia sobrant generada per ells mateixos (a través de plaques solars instal·lades en els terrats, per exemple).